# Boeing X-51
Boeing X-51 (znan tudi kot X-51 WaveRider) je eksperimentalno hipersonično brezpilotno letalo, ki uporablja za pogon potisno cev z nadzvočnim zgorevanjem (scramjet). Letalo naj bi na višini doseglo hitrost okrog Mach 6 (6400 km/h), na testih je dosegel hitrost Mach 5. Oznaka "Waverider" (jezdec valov) je zato, ker bi del vzgona prispevali udarni valovi. Tehnologijo od X-51 naj bi se uporabljalo na Mach 5+ raketi High Speed Strike Weapon (HSSW), ki naj bi vstopila v uporabo v srednjih 2020-ih. 
Bombnik B-52 je dvignil letalo na višino okrog 15 kilometov, potem je X-51 vžgal raketni motor na trdo gorivo MGM-140 ATACMS, pri hitrosti Mach 4,5 pa se je vžgal scramjet Pratt & Whitney Rocketdyne SJY61. Scramjet je imel okrog 120 kg goriva JP-7 (kerozin).

## Specifikacije
- Posadka: 0
- Dolžina: 25 ft in (7,62 m)
- Prazna teža: 4000 lb (1.814 kg)

- Največja hitrost:  >6.200 km/h, Mach >5,1
- Dolet: 460 milj (740 km)
- Višina leta (servisna): 70000 ft (21.300 m)